# 爆笑吸血鬼
《爆笑吸血鬼》（マスターモスキートン）是1996年11月21日－1997年4月19日發售，由赤堀悟、根岸弘擔任原作的日本OVA，全6話。據赤堀悟所言，本作的女主角伊娜荷是以他的老婆北川美幸為原型。

## 故事大綱
為了得到據說能使持有者擁有不老不死之力的歐帕斯，菲特曼波雷家大小姐伊娜荷與吸血鬼摩斯基頓訂立了讓他復活的「血之契約」。與伊娜荷一起生活的摩斯基頓老是被任性的她耍得團團轉，一直不停遇上困境。為了找尋歐帕斯，摩斯基頓與伊娜荷一起展開冒險。

## 登場人物
阿爾卡特·馮·摩斯基頓
声 - 子安武人(日本) ／ 符爽(台灣) ／陳欣(香港)
伊娜荷·菲特曼波雷（台灣譯為小穗）
声 - 今井由香(日本)／ 賀世芳(台灣)／ 鄭麗麗(香港)
阿火
声 - 上田祐司(日本) ／ 謝佼娟(台灣)／陳卓智(香港)
小雪
声 - 根谷美智子(日本) ／ 龍顯蕙(台灣)／林元春(香港)
聖日爾曼伯爵
声 - 矢尾一樹
拉斯普丁(日本)
声 - 池田勝(日本)
卡米爾·伊娜荷·卡米拉（台灣譯為卡蜜拉）
声 - 鶴弘美(日本)／陸惠玲(香港)

## 工作人員
- 原作：赤堀悟、根岸弘
- 總導演：根岸弘
- 角色設定・設計工作：岸田隆宏
- 角色原案協力：沢田翔
- 首席導演：山本裕介
- 美術監督：海老沢一男
- 攝影監督：池上元秋（到第3話）、岡崎英夫（從第4話開始）
- 音樂：手塚理
- 音響監督：三間雅文
- 製作人：高見正人、植田基生
- 製作：ZERO・G・ROOM
- 製作：日本古倫美亞

## 主題曲
片尾「無敵のLOVE」
作詞 - MIZUE&HIDE / 作曲 - 山本英美 / 編曲 - 茂村泰彦、牧野信博 / 歌 - 今井由香&子安武人

## 各話列表
| 話數  | 標題                                     | 劇本       | 分鏡     | 導演     | 作画監督          |
| ----- | ---------------------------------------- | ---------- | -------- | -------- | ----------------- |
| 第1話 | 倫教大混亂!(ロンドン・パニック)          | 赤堀悟     | 山本裕介 | 山本裕介 | 斉藤卓也          |
| 第2話 | 遊星浮遊!(サテライト・フロート)          | 植竹須美男 | 石原立也 | 石原立也 | 才谷梅太郎        |
| 第3話 | 南洋遭遇!(オーシャン・エンカウンター)    | 赤堀悟     | 石山貴明 | 小林哲也 | 黑田和也          |
| 第4話 | 上海三角關係(シャンハイ・トライアングル) | 高山克彦   | 石山貴明 | 松田芳明 | 松田芳明          |
| 第5話 | 對決前夜(バーサス・ナイト)               | 植竹須美男 | 山本裕介 | 山口賴房 | 十文字螢          |
| 第6話 | 永遠之時(ロンリータイム)                 | 植竹須美男 | 山本裕介 | 山口賴房 | 黑田和也 高橋英樹 |

## 電視播放
1997年1月，由KBS京都將OVA改成電視版播放。開頭還有播放赤堀悟所演出的作品解説，另外播放結束後也進行送禮物的通知。

## 漫画化
由赤堀悟、根岸弘擔任原作，磯俣務作画，角川書店發行。東立出版社以《吸血鬼軍團》為標題代理中文版。單行本全4卷。
| 冊數 | 角川書店       | 角川書店               | 東立出版社     | 東立出版社             |
| 冊數 | 發售日期       | ISBN                   | 發售日期       | ISBN                   |
| ---- | -------------- | ---------------------- | -------------- | ---------------------- |
| 1    | 1997年10月1日  | ISBN 978-4-04-712141-6 | 2002年7月23日  | ISBN 978-986-11-0663-2 |
| 2    | 1998年2月27日  | ISBN 978-4-04-712152-2 | 2002年12月23日 | ISBN 978-986-11-1239-8 |
| 3    | 1998年8月31日  | ISBN 978-4-04-712169-0 | 2003年7月1日   | ISBN 978-986-11-2211-3 |
| 4    | 1998年12月24日 | ISBN 978-4-04-712182-9 | 2003年8月5日   | ISBN 978-986-11-2389-9 |

## 備注
1. ↑  小黑祐一郎著『この人に話を聞きたい アニメプロフェッショナルの仕事 1998-2001』 飛鳥新社、2006年

## 關連項目
- 爆笑吸血鬼 99